# Cesare Bazzani
Pour les articles homonymes, voir Bazzani.

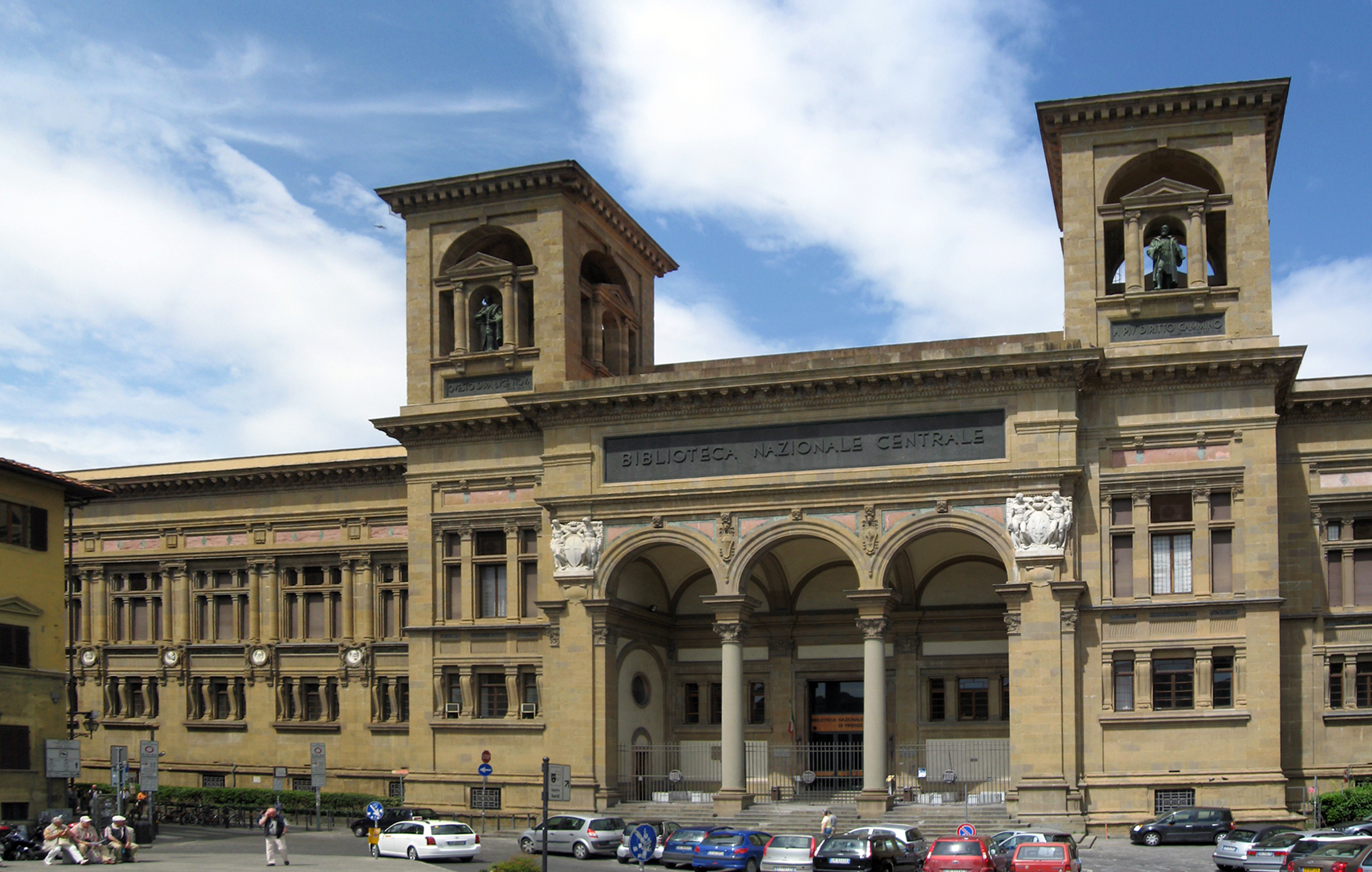
Bibliothèque nationale centrale de Florence.

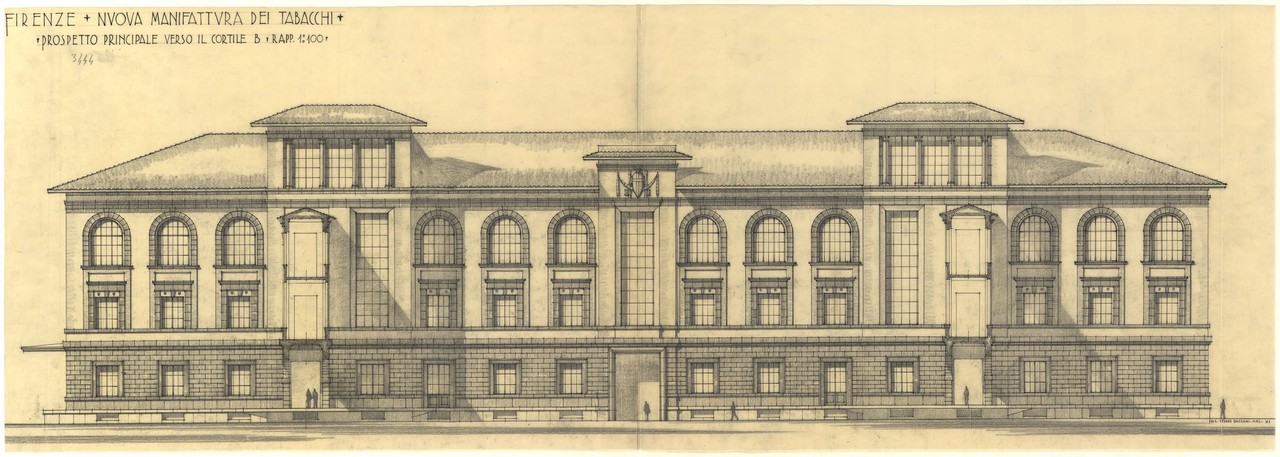
Nouvelle usine de tabac, Florence, 1928. Élévation avant.

Cesare Bazzani, né le 5 mars 1873 à Rome et mort le 30 mars 1939, est un architecte italien éminent et prolifique. Actif de 1911 à sa mort en 1939, Bazzani conçoit de grandes œuvres municipales dans plusieurs villes.

## Biographie
Cesare Bazzani naît le 5 mars 1873 à Rome,. Son père, Luigi, est professeur d'architecture et scénographe à Rome, sa mère, Elena Fracassini-Serafini, est la sœur du peintre Cesare.
Cesare Bazzani est diplômé en génie civil de l'université de Rome en 1896. En 1899, il remporte le concours international de bourses d'études en art avec un projet de cathédrale de style néo-gothique italien. Son premier bâtiment important est le bâtiment de l'imprimerie Alterocca (1907) à Terni, à Stile Liberty. Il est co-lauréat avec Raimondo D'Aronco et Ernesto Pivovano du prix d'architecture de l'Esposizione de Sempione, Milan (1906). Un certain nombre d'actions importantes sont récompensées par la concurrence. En 1905, Bazzani remporte le concours pour la façade de S Lorenzo (non exécutée) à Florence, ce qui lui est très utile pour son entrée à la Biblioteca Nazionale (remportée en 1907 ; achevée en 1935) à Santa Croce.
Cesare Bazzani meurt le 30 mars 1939 dans sa ville natale.

## Travaux
- autel de la Chapelle de la Vierge de la Miséricorde, Sant'Andrea della Valle, à Rome (1912)
- Galleria Nazionale d'Arte Moderna, Rome, avec frises architecturales extérieures des sculpteurs Ermenegildo Luppi, Adolfo Laurenti, et Giovanni Prini (1911-1915)[4]
- Palazzo del Governo, Massini (1920)
- Paradiso sul mare, un casino en bord de mer à Anzio, Italie (1922)
- restauration de façades et autres travaux,  Basilique Papale de Sainte Marie des Anges à Assise (1924-1930)
- travaux de rénovation du Palazzo Trinci, Foligno (1927)
- Chiesa del Carmine (Messine) (1931)
- Gran Madre di Dio, Rome (1931-1933)
- Gare maritime de Naples, (1934)
- Bibliothèque nationale Centrale de Florence, avec V. Mazzei (1935)
- Pescara Cathédrale (1939)